# Kurt Laurenz Metzler
Kurt Laurenz Metzler (Balgach, 26 gennaio 1941 – Zurigo, 21 dicembre 2024) è stato uno scultore svizzero.
Le sue opere sono esposte perlopiù in luoghi pubblici, nelle capitali europee, americane ed asiatiche.

## Biografia
Kurt Laurenz Metzler nacque nel 1941 a Balgach nel Canton San Gallo. Già durante gli anni della scuola iniziò a lavorare in modo creativo, utilizzando pezzi di legno e cartonato, manifestando così la sua ambizione di diventare un artista. Poiché perse il padre all'età di 12 anni crebbe temporaneamente da un suo zio pittore, Florian Metzler. 
Siccome la madre di Metzler riteneva che la scultura fosse un lavoro instabile, cominciò a lavorare come grafico, decoratore e fotografo. Nel 1958, si iscrisse alla "Schule fuer Gestaltung", la scuola d'arte di Zurigo, dove incontrò amici e collaboratori di una vita come Hans Ruedi Giger e Willy Wimpfheimer, ottenendo poi il diploma di scultore nel 1963. Nel 1964 si recò negli USA dove visse per un anno.
Di ritorno in Svizzera fece un apprendistato presso un lattoniere per imparare l'arte del fabbro. Lavorò poi per altri scultori tra i quali Ödön Koch, Arnold d'altri, Paul Speck o Silvio Mattioli.
Nel 1970, si stabilì nel Canton Ticino, dove creò le sue prime grandi sculture. Fu durante tale periodo che ottenne le sue prime commissioni e mostre multiple collaborando con artisti come Jim Dine e Larry Rivers. Seguì poi un altro viaggio attraverso gli Stati Uniti.
Nel 1976, partecipò al "Congresso internazionale scultori" a New Orleans.
Nel 1989 aprì un atelier a Tillson, nello stato di New York, dove creò opere per esposizioni a New York e Long Island. In seguito si spostò in Italia, dove iniziò a lavorare e vivere a Iesa in provincia di Siena, con la moglie Claudia, e i suoi due figli. Visse spostandosi negli anni successivi tra la Toscana e Zurigo.
Il giardino intorno alla sua proprietà, il "Parco di Kurt Laurenz Metzler", venne popolato da circa 50 personaggi realizzati in differenti materiali. Questo giardino, come anche quello di Daniel Spoerri e il giardino dei Tarocchi di Niki de Saint Phalle, amici dell'artista, entrò a far parte del movimento noto come Arte ambientale e inserito tra i “Parchi d'arte contemporanea in Toscana”.
Durante lo stesso periodo, realizzò numerose opere monumentali oggi poste in spazi pubblici, in particolare in Australia, Germania, Italia, Stati Uniti e Svizzera.
Metzler tenne importanti esposizioni alle terme di Caracalla nel 1996, nel 1997 a Siena e nel 2003 a Milano. Nello stesso anno partecipò alla Triennale di Scultura a Bad Ragaz e Vaduz, per la quale fu curatore, co-ideatore, e alla quale prese parte anche come protagonista.
Da luglio ad ottobre 2007 prese parte alla "Bella estate dell'arte di Milano", in piazza Duca D'Aosta davanti alla Stazione centrale, con una mostra itinerante dal titolo "Nevrotici Metropolitani". L'esposizione fu curata dal critico d'arte Vittorio Sgarbi e fortemente voluta dal sindaco Letizia Moratti. Nello stesso anno realizzò una mostra nel contesto del miglio della scultura della città di Ansbach in Germania.
Nel biennio 2008-2009, la casa editrice Morgana pubblicò un libro con molti saggi di Vittorio Sgarbi, Alberto Bartalini & Franz Jaeger, e una straordinaria documentazione fotografica di Mario Mulas fratello del fotografo d'arte Ugo Mulas, sulla mostra itinerante "Nevrotici Metropolitani" che l'artista portò nella cittadina di Cascina e nel contesto del Natale anche sulla piazza Basilica Inferiore di Assisi.
Nel luglio del 2009, in collaborazione con la galleria Belvedere di Singapore, progettò il gruppo scultoreo "Urban People", un'installazione emozionante e iconica di arte pubblica, nel cuore di Orchard Road, di fronte al ION Orchard e The Orchard Residence a Singapore. A fine estate partecipò al Concerto per Viareggio come unico scultore, con cinque delle sue opere sotto il palco. L'idea nacque da Zucchero Fornaciari, headliner della serata insieme a molti altri artisti e celebrità del mondo dello sport e dello spettacolo.
Nell'estate del 2010 realizzò una scultura raffigurante una stella alta 14 metri utilizzata come scenografia per il "Teatro del Silenzio", famoso spettacolo del cantante Andrea Bocelli, con il quale collaborò all'evento. 

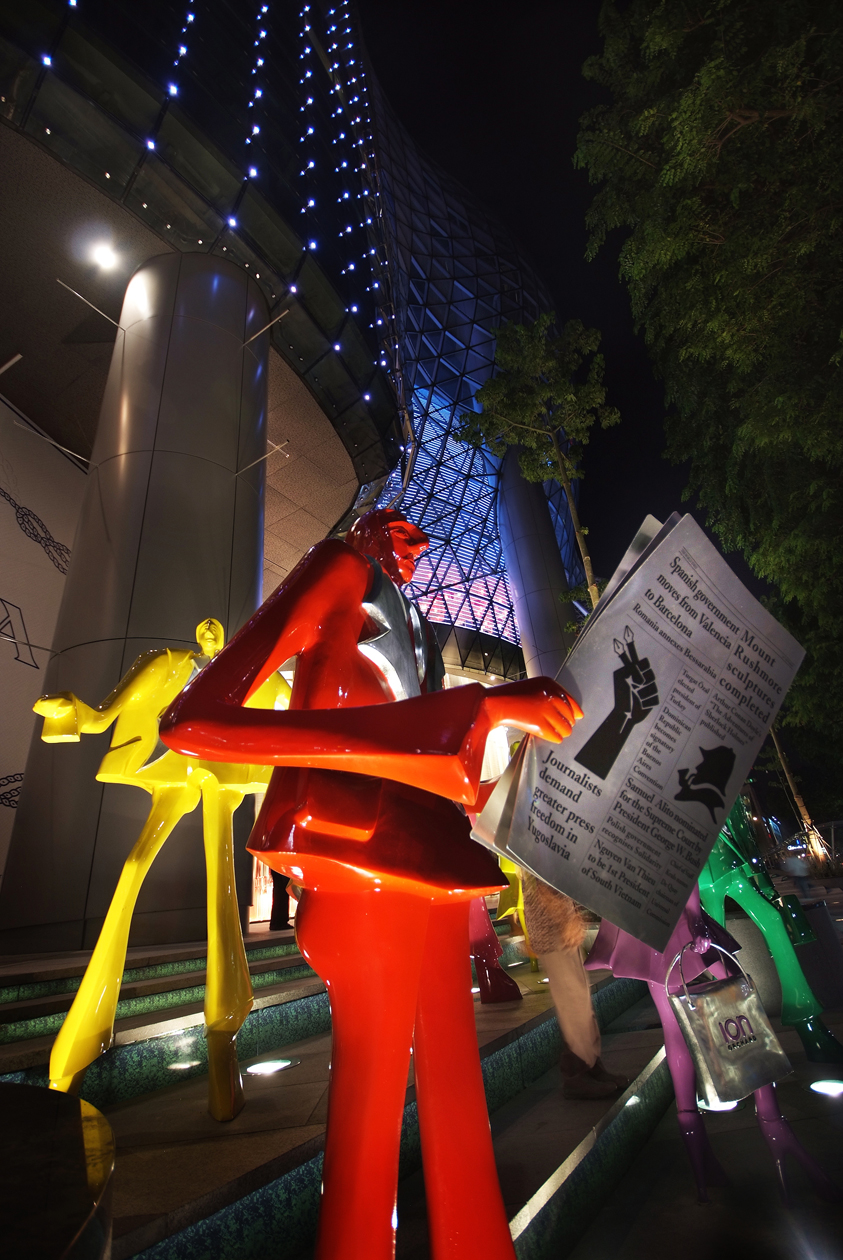
"Urban People" Singapore

## Stile

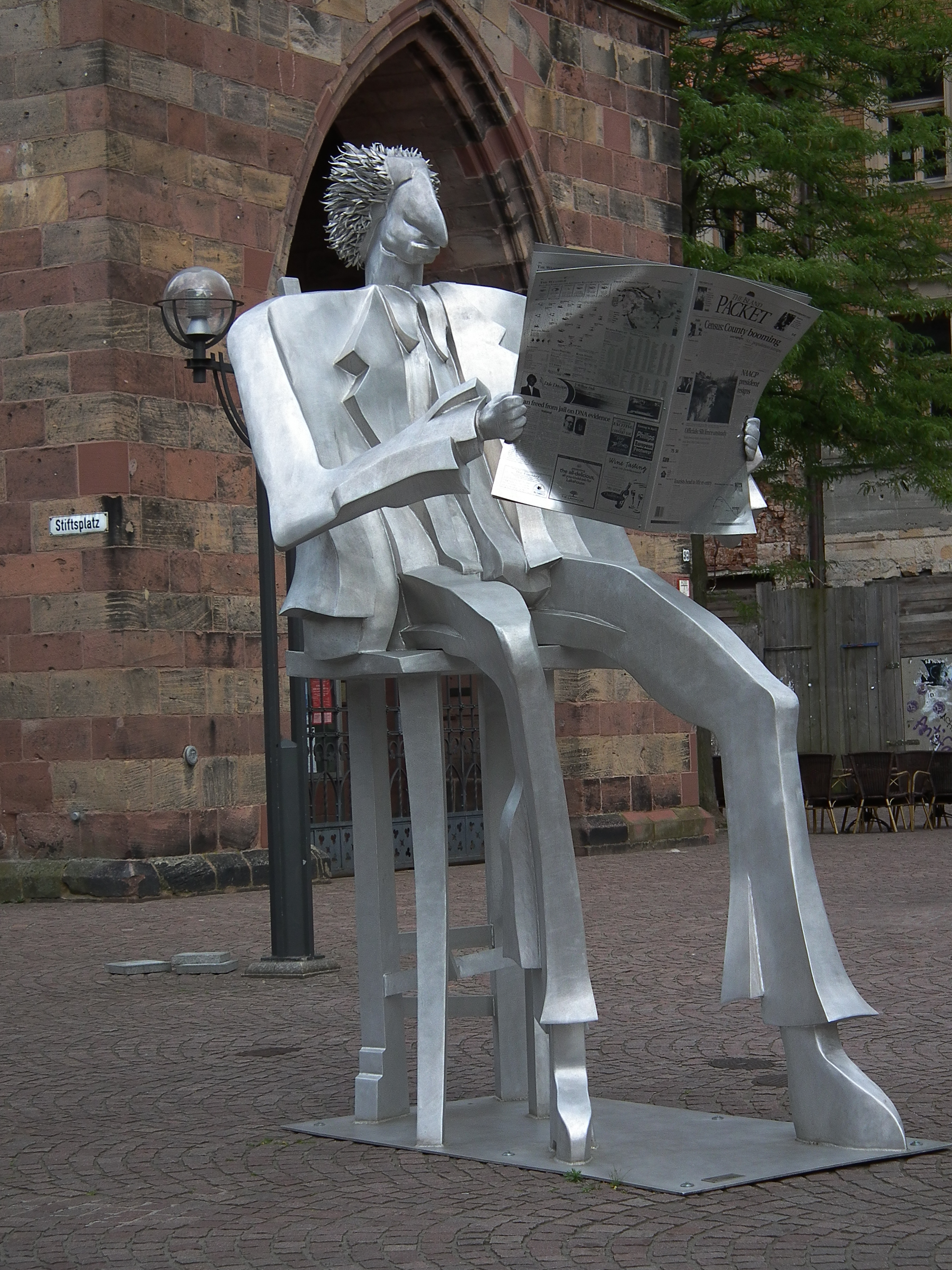
"Zeitungsleser"

Le sue sculture imponenti sono realizzate in materiali che sono pesanti, ma sembrano essere leggeri se viste nel loro complesso (Marmo, bronzo, Ferro, alluminio). A volte, i materiali sono vivi, ma spesso sono dipinti unicolore con un colore piuttosto violento.
I personaggi più conosciuti sono ballerini di filo, icari,o i Motor Menschen persone che combinano la figura umana e motori (che contengono ad esempio parti di motore o catene). Più recenti sono i Zeitungsleser lettori di giornale, Stadtneurotiker (Nevrotici Metropolitani), le città, i giocatori di golf, buisiness people o famiglie.

## Opere pubbliche scelte
- «Gespräch», Ulmbergtunnel, Zürich, 1973
- «Stabhochspringer», Uster, 1974
- «Züri-Familie», Bahnhofstrasse, Zürich, 1978–79
- «Gespräch in Bewegung», Überlandstrasse, Zürich
- Figurengruppe aus Aluminium, Spreitenbach, 1993-94.
- Building People, Capital Tower, Singapore
- Urban People,ION Orchard, Singapore
- Men On Bench, Capital Tower Plaza, Singapore